# Список наград и номинаций Кэтрин Хепбёрн
Кэтрин Хепбёрн (1907–2003) — американская актриса, которая завоевала четыре премии «Оскар» (1934, 1968, 1969, 1982), что в настоящее время является рекордным количеством обладания этой премией в актёрских категориях. Также она имеет 12 номинаций на эту премию, по этому показателю она уступает только Мерил Стрип (20 номинаций). Хепбёрн принадлежит рекорд за самый длинный период времени между номинациями на «Оскар» (48 лет).
Среди других значимых наград, у неё имеются две премии BAFTA (1969, 1982) и три номинации на эту премию (1953, 1956, 1958), премия «Эмми» (1975) и пять номинаций на эту премию (1974, 1979, 1986—дважды, 1993), восемь номинаций на премию «Золотой глобус» (1953, 1957, 1960, 1963, 1968, 1969, 1982, 1993), две номинации на премию «Тони» (1970, 1982) и др. Хепбёрн также является призёром Каннского и Венецианского кинофестивалей (1962, 1934).
Помимо прочего Кэтрин Хепбёрн была введена в Американский театральный «Зал Славы» в 1979 году. Также она выиграла «Премию Гильдии киноактёров США» в 1980 году и была удостоена Премии Центра Кеннеди за «Огромный жизненный вклад в американскую культуру», в 1990 году.

## Награды и номинации
Список приведён в соответствии с данными сайта IMDb.
| Награда                                | Год  | Категория                                           | Работа                                            | Результат |
| -------------------------------------- | ---- | --------------------------------------------------- | ------------------------------------------------- | --------- |
| «Оскар»                                | 1934 | «Лучшая женская роль»                               | «Ранняя слава»                                    | Победа    |
| «Оскар»                                | 1936 | «Лучшая женская роль»                               | «Элис Адамс»                                      | Номинация |
| «Оскар»                                | 1941 | «Лучшая женская роль»                               | «Филадельфийская история»                         | Номинация |
| «Оскар»                                | 1943 | «Лучшая женская роль»                               | «Женщина года»                                    | Номинация |
| «Оскар»                                | 1952 | «Лучшая женская роль»                               | «Африканская королева»                            | Номинация |
| «Оскар»                                | 1956 | «Лучшая женская роль»                               | «Лето»                                            | Номинация |
| «Оскар»                                | 1957 | «Лучшая женская роль»                               | «Продавец дождя»                                  | Номинация |
| «Оскар»                                | 1960 | «Лучшая женская роль»                               | «Внезапно, прошлым летом»                         | Номинация |
| «Оскар»                                | 1963 | «Лучшая женская роль»                               | «Долгий день уходит в ночь»                       | Номинация |
| «Оскар»                                | 1968 | «Лучшая женская роль»                               | «Угадай, кто придёт к обеду?»                     | Победа    |
| «Оскар»                                | 1969 | «Лучшая женская роль»                               | «Лев зимой»                                       | Победа    |
| «Оскар»                                | 1982 | «Лучшая женская роль»                               | «На золотом озере»                                | Победа    |
| BAFTA                                  | 1953 | «Лучшая иностранная актриса»                        | «Пэт и Майк»                                      | Номинация |
| BAFTA                                  | 1956 | «Лучшая иностранная актриса»                        | «Лето»                                            | Номинация |
| BAFTA                                  | 1958 | «Лучшая иностранная актриса»                        | «Продавец дождя»                                  | Номинация |
| BAFTA                                  | 1969 | «Лучшая женская роль»                               | «Угадай, кто придёт к обеду? / Лев зимой»         | Победа    |
| BAFTA                                  | 1983 | «Лучшая женская роль»                               | «На золотом озере»                                | Победа    |
| «Золотой глобус»                       | 1953 | «Лучшая женская роль — комедия или мюзикл»          | «Пэт и Майк»                                      | Номинация |
| «Золотой глобус»                       | 1957 | «Лучшая женская роль — драма»                       | «Продавец дождя»                                  | Номинация |
| «Золотой глобус»                       | 1960 | «Лучшая женская роль — драма»                       | «Внезапно, прошлым летом»                         | Номинация |
| «Золотой глобус»                       | 1963 | «Лучшая женская роль — драма»                       | «Долгий день уходит в ночь»                       | Номинация |
| «Золотой глобус»                       | 1968 | «Лучшая женская роль — драма»                       | «Угадай, кто придёт к обеду?»                     | Номинация |
| «Золотой глобус»                       | 1969 | «Лучшая женская роль — драма»                       | «Лев зимой»                                       | Номинация |
| «Золотой глобус»                       | 1982 | «Лучшая женская роль — драма»                       | «На золотом озере»                                | Номинация |
| «Золотой глобус»                       | 1993 | «Лучшая женская роль — мини-сериал или телефильм»   | «Мужчина этажом выше»                             | Номинация |
| «Эмми»                                 | 1974 | «Лучшая женская роль в мини-сериале или фильме»     | «Стеклянный зверинец»                             | Номинация |
| «Эмми»                                 | 1975 | «Лучшая женская роль в мини-сериале или фильме»     | «Любовь среди руин»                               | Победа    |
| «Эмми»                                 | 1979 | «Лучшая женская роль в мини-сериале или фильме»     | «Кукуруза зелена»                                 | Номинация |
| «Эмми»                                 | 1986 | «Лучшая женская роль в мини-сериале или фильме»     | «Миссис Делафилд хочет замуж»                     | Номинация |
| «Эмми»                                 | 1986 | «Лучший информационный фильм»                       | «Спенсер Трейси: Дань уважения от Кэтрин Хепбёрн» | Номинация |
| «Эмми»                                 | 1993 | «Лучший информационный фильм»                       | «Кэтрин Хепбёрн: Всё обо мне»                     | Номинация |
| Премия Гильдии киноактёров США         | 1980 | Почётная премия за вклад в кинематограф             | н/д                                               | Победа    |
| Премия Гильдии киноактёров США         | 1995 | «Лучшая женская роль в телефильме или мини-сериале» | «Одно Рождество»                                  | Номинация |
| «Тони»                                 | 1970 | «Лучшая женская роль в мюзикле»                     | «Коко»                                            | Номинация |
| «Тони»                                 | 1982 | «Лучшая женская роль в пьесе»                       | «Вестсайдский вальс»                              | Номинация |
| Каннский кинофестиваль                 | 1962 | «Лучшая женская роль»                               | «Долгий день уходит в ночь»                       | Победа    |
| Венецианский кинофестиваль             | 1934 | «Лучшая женская роль»                               | «Маленькие женщины»                               | Победа    |
| Монреальский кинофестиваль             | 1984 | Специальный приз жюри за лучшую женскую роль        | «Грейс Куигли»                                    | Победа    |
| Премия Общества кинокритиков Нью-Йорка | 1940 | «Лучшая женская роль»                               | «Филадельфийская история»                         | Победа    |
| Награда мексиканских киножурналистов   | 1963 | «Лучшая женская роль»                               | «Долгий день уходит в ночь»                       | Победа    |
| Премия Общества кинокритиков Канзаса   | 1972 | «Лучшая женская роль»                               | «Троянки»                                         | Победа    |
| People’s Choice Awards                 | 1976 | «Любимая киноактриса»                               | «Рустер Когберн»                                  | Победа    |
| People’s Choice Awards                 | 1983 | «Любимая киноактриса»                               | «На золотом озере»                                | Победа    |
| Премия «Лорел»                         | 1960 | «Лучшая женская роль в драматическом фильме»        | «Внезапно, прошлым летом»                         | Номинация |
| Премия «Лорел»                         | 1963 | «Лучшая женская роль в драматическом фильме»        | «Долгий день уходит в ночь»                       | Номинация |
| Премия «Лорел»                         | 1970 | «Лучшая женская роль в драматическом фильме»        | «Лев зимой»                                       | Победа    |
| Премия «Лорел»                         | 1970 | Звезда-женщина                                      | н/д                                               | Победа    |
| Премия «Лорел»                         | 1971 | Звезда-женщина                                      | н/д                                               | Победа    |
| Премия «Золотое яблоко»                | 1975 | Звезда года                                         | н/д                                               | Победа    |
| Премия «Золотое яблоко»                | 1982 | Звезда года                                         | н/д                                               | Победа    |
| Hasty Pudding Woman of the Year        | 1958 | Женщина года                                        | н/д                                               | Победа    |
| Давид ди Донателло                     | 1968 | «Лучшая иностранная актриса»                        | «Угадай, кто придёт к обеду?»                     | Победа    |
| Американский театральный «Зал Славы»   | 1979 | Введение в Американский театральный «Зал Славы»     | н/д                                               | Победа    |
| American Movie Awards                  | 1982 | «Лучшая актриса»                                    | «На золотом озере»                                | Победа    |
| Американская Ассоциация Гуманистов     | 1985 | Гуманист года                                       | н/д                                               | Победа    |
| Совет дизайнеров моды америки          | 1985 | Премия Джеффри Бина                                 | н/д                                               | Победа    |
| Американская комедийная премия         | 1989 | Награда за жизненные достижения в комедии           | н/д                                               | Победа    |
| Награда Центра Кеннеди                 | 1990 | Огромный жизненный вклад в американскую культуру    | н/д                                               | Победа    |
| «Женский Зал Славы Коннектикута»       | 1994 | Введение в «Женский Зал Славы Коннектикута»         | н/д                                               | Победа    |
| Голливудская «Аллея славы»             | 1960 | Именная звезда за вклад в киноиндустрию             | н/д                                               | Победа    |